# Coppa del mondo di ciclismo su strada femminile 2008
La Coppa del mondo di ciclismo su strada femminile 2008 (in inglese 2008 UCI Women's Road World Cup), undicesima edizione della competizione, prevedeva 11 eventi tra il 24 febbraio ed il 16 settembre 2008.
La tedesca Judith Arndt si è aggiudicata la Coppa del Mondo, mentre il Team High Road Women, squadra statunitense ha vinto il titolo a squadre.

## Corse
| #  | Data         | Corsa                              | Vincitrice                                                                                      | Squadra                                                                                         | Leader della CdM |
| -- | ------------ | ---------------------------------- | ----------------------------------------------------------------------------------------------- | ----------------------------------------------------------------------------------------------- | ---------------- |
| 1  | 24 febbraio  | Geelong World Cup                  | Katheryn Mattis                                                                                 | Webcor Builders Cycling Team                                                                    | Katheryn Mattis  |
| 2  | 24 marzo     | Trofeo Alfredo Binda               | Emma Pooley                                                                                     | Team Specialized                                                                                | Emma Pooley      |
| 3  | 6 aprile     | Ronde van Vlaanderen (2008)        | Judith Arndt                                                                                    | Team High Road Women                                                                            | Suzanne de Goede |
| 4  | 12 aprile    | Univé Ronde van Drenthe            | Chantal Beltman                                                                                 | Team High Road Women                                                                            | Suzanne de Goede |
| 5  | 23 aprile    | La Flèche Wallonne Féminine (2008) | Marianne Vos                                                                                    | Team DSB Bank                                                                                   | Marianne Vos     |
| 6  | 4 maggio     | Berner Rundfahrt                   | Susanne Ljungskog                                                                               | Menikini-Selle Italia                                                                           | Judith Arndt     |
| 7  | 31 maggio    | Coupe du Monde de Montréal         | Judith Arndt                                                                                    | Team High Road Women                                                                            | Judith Arndt     |
| 8  | 30 luglio    | Open de Suède Vargarda             | Kori Kelley Seehafer                                                                            | Menikini-Selle Italia                                                                           | Judith Arndt     |
| 9  | 1º agosto    | Open de Suède Vargarda TTT         | Cervélo-Lifeforce Pro Cycling Team Priska Doppmann, Karin Thürig, Christiane Soeder, Carla Ryan | Cervélo-Lifeforce Pro Cycling Team Priska Doppmann, Karin Thürig, Christiane Soeder, Carla Ryan | Judith Arndt     |
| 10 | 24 agosto    | Grand Prix de Plouay               | Fabiana Luperini                                                                                | Menikini-Selle Italia                                                                           | Judith Arndt     |
| 11 | 16 settembre | Rund um die Nürnberger Altstadt    | Judith Arndt                                                                                    | Team Columbia Women                                                                             | Judith Arndt     |

## Squadre UCI
| UCI | Squadra                                  | Paese       |
| --- | ---------------------------------------- | ----------- |
| EHN | Elk Haus                                 | Austria     |
| UNG | Team Uniqa                               | Austria     |
| VLL | Topsport Vlaanderen-Thompson Ladies Team | Belgio      |
| BPD | Bizkaia-Durango                          | Spagna      |
| DKT | Debabarrena-Kirolgi                      | Spagna      |
| ESG | ESGL 93-GSD Gestion                      | Francia     |
| FUT | Vienne Futuroscope                       | Francia     |
| TLG | Team Lot-et-Garonne                      | Francia     |
| TPF | Team Pro Féminin Les Carroz              | Francia     |
| GRT | Global Racing Team                       | Regno Unito |
| RAC | Rapha/Condor                             | Regno Unito |
| NUR | Equipe Nürnberger Versicherung           | Germania    |
| TMP | Team High Road Women                     | Germania    |
| TGH | Team Getränke-Hoffmann                   | Germania    |
| GPC | Giant Pro Cycling                        | Hong Kong   |
| FRW | Titanedi-Frezza-Acca Due O               | Italia      |
| FEN | Fenixs                                   | Italia      |
| GAU | Gauss-RDZ-Ormu                           | Italia      |

| UCI | Squadra                            | Paese       |
| --- | ---------------------------------- | ----------- |
| SAF | Safi-Pasta Zara-Manhattan          | Italia      |
| USC | Chirio-Forno d'Asolo               | Italia      |
| MSI | Menikini-Selle Italia              | Italia      |
| SEM | Saccarelli Emu Sea Marsciano       | Italia      |
| TOG | Top Girls Fassa Bortolo-Raxy Line  | Italia      |
| MIC | SC Michela Fanini-Record-Rox       | Italia      |
| TSC | Therme Skincare                    | Paesi Bassi |
| DSB | Team DSB Bank                      | Paesi Bassi |
| AAD | AA-Drink Cycling Team              | Paesi Bassi |
| VVP | Vrienden van het Platteland        | Paesi Bassi |
| FLX | Team Flexpoint                     | Paesi Bassi |
| POL | POL-Aqua                           | Polonia     |
| PRI | Primus                             | Polonia     |
| PTG | Petrogradets                       | Russia      |
| RLT | Cervélo-Lifeforce Pro Cycling Team | Svizzera    |
| BCT | Bigla Cycling Team                 | Svizzera    |
| WEB | Webcor Builders Cycling Team       | Stati Uniti |
| VBR | Verducci Breakaway Racing          | Stati Uniti |

## Classifiche UCI

### Classifica individuale
| Pos. | Corridore           | Squadra         | 1  | 2  | 3  | 4  | 5  | 6  | 7  | 8  | 9  | 10 | 11 | Totale |
| ---- | ------------------- | --------------- | -- | -- | -- | -- | -- | -- | -- | -- | -- | -- | -- | ------ |
| 1    | Judith Arndt        | High Road       | -  | 0  | 75 | 7  | 35 | 50 | 75 | 18 | -  | 30 | 75 | 365    |
| 2    | Suzanne de Goede    | Nürnberger      | 24 | 50 | 24 | 30 | 5  | 0  | 0  | 15 | 25 | 35 | 24 | 232    |
| 3    | Marianne Vos        | DSB Bank        | -  | -  | 27 | 50 | 75 | -  | -  | -  | -  | -  | 30 | 182    |
| 4    | Fabiana Luperini    | Menikini        | -  | 0  | 0  | -  | 0  | -  | 50 | 0  | -  | 75 | -  | 125    |
| 5    | Emma Pooley         | Specialized     | -  | 75 | -  | -  | 24 | 0  | 18 | -  | -  | -  | -  | 117    |
| 6    | Chantal Beltman     | High Road       | 0  | 0  | 6  | 75 | 0  | 27 | 6  | -  | -  | 0  | -  | 114    |
| 7    | Kirsten Wild        | AA-Drink        | -  | 0  | 35 | 18 | 0  | 0  | -  | 6  | 15 | -  | 35 | 109    |
| 8    | Charlotte Becker    | Nürnberger      | 18 | -  | -  | -  | -  | -  | -  | 35 | 25 | -  | 27 | 105    |
| 9    | Marta Bastianelli   | Safi-Pasta Zara | -  | 18 | 18 | -  | 50 | 15 | -  | -  | -  | -  | -  | 101    |
| 10   | Ina-Yoko Teutenberg | High Road       | 35 | -  | -  | 35 | -  | -  | -  | -  | 30 | -  | 0  | 100    |

### Classifica squadre
| Pos. | Squadra                            | Punti |
| ---- | ---------------------------------- | ----- |
| 1    | Team High Road Women               | 852   |
| 2    | Equipe Nürnberger Versicherung     | 498   |
| 3    | Menikini-Selle Italia              | 442   |
| 4    | Cervélo-Lifeforce Pro Cycling Team | 396   |
| 5    | Team DSB Bank                      | 292   |
| 6    | Bigla Cycling Team                 | 244   |
| 7    | AA-Drink Cycling Team              | 194   |
| 8    | Team Flexpoint                     | 190   |
| 9    | Webcor Builders Cycling Team       | 169   |
| 10   | Vrienden van het Platteland        | 169   |